# クラレンス・ケリー
クラレンス・ケリー (Clarence Kelly SSPV、1941年 - 2023年12月2日) は、アメリカ人の教皇座空位論者の聖伝主義カトリック司教である。聖ピオ五世会 (SSPV) の共同創設者であり、Congregation of Saint Pius V の創設者である。

## 経歴
クラレンス・ケリーは1941年に, 米国ニューヨーク市ブルックリン区に生まれた。1959年にアメリカ空軍に入隊した。
クラレンス・ケリーは1964年にペンシルベニアの神学校に入り、1966–1967年に修練期 (novitiate) を完了した。 
1967年から1969年の間に Catholic University of America に出席し、哲学を学んだ。1969年に ニューヨークのハンチントンにある Immaculate Conception Seminary にて神学の勉強を開始した。
1971年、クラレンス・ケリーはÉcôneの聖ピオ十世会(SSPX)の神学校に入学した。

### 司祭職

#### 聖ピオ十世会 (SSPX)
1973年4月14日、スイスのÉcôneにて、ケリーはマルセル・ルフェーブル大司教により聖ピオ十世会 (SSPX) の司祭に叙階された。
叙階後は米国に戻り、ジョン・バーチ・ソサエティでの講演の仕事をいくつか引き受けた。
彼はSSPXの米国北東地区の管区長にさえなった。

#### 聖ピオ五世会 (SSPV)
ルフェーブルは SSPX のアメリカ人司祭らに、1962年のミサ典礼書に従うように指導したが、ケリー他8名のアメリカ人司祭はこれを拒否した。1983年4月27日、当該9人の司祭およびこれに共感する神学生らはルフェーブルにより SSPX を追放された。1962年のミサ典礼書の使用を拒否したこと、教区の婚姻法廷から下された婚姻の無効判決を SSPX の司祭も受け入れなければならないというルフェーブルの命令に対して抵抗したこと、パウロ6世により改訂された秘蹟の儀式に基づいて叙階された司祭らを SSPX の新たな会員として受け入れるという SSPX の方針に反対したことなどが主な理由として挙げられる。
ほぼ直ちに、これらの司祭らは、ケリーを長として、聖ピオ五世会(SSPV) を設立し、1958年以降の教皇が実際に正当なローマ教皇であったかは、少なくとも議論の余地がある問題だと主張した。 SSPV は、自分たちに教皇座空位主義の問題を決定的に決定する権利があるとは思っていないが、「現在カトリック教会で階層的地位を占めていると考えられている人々は、人間にでき得るあらゆる判断基準をもってすれば、大部分において、あたかも自分たちに信仰がないかのように行動している」と考えているとする。SSPV は(教皇ピオ12世が1951年に聖週間の典礼に関して変更した点も含む)ミサにおける全ての変更点を拒絶し、あくまでも第2バチカン公会議以前の教会法の規定に従う。ケリーの後任として、リチャード・ウィリアムソン神父が SSPX 米国北東教区の管区長となった。
ゴ・ディン・トゥク司教およびその継承者による、教皇座空位主義の司教の聖別の有効性をケリーが拒絶したことを一因として、ダニエル・ドーラン神父、アンソニー・チェカーダ神父、ドナルド・サンボーン神父、および Thomas Zapp 神父のような、元々 SSPV 設立時から所属していた司祭の一部が、SSPV から離脱した。
1984年、ケリーはニューヨーク州ラウンドトップの Catskills resort であった土地を購入し、St. Joseph's Novitiate を設立した。また、修道女の団体である Daughters of Mary, Mother of Our Savior も設立した。
ケリーらがSSPXから追放された後、財産と教会建物の処分をめぐっての長期間にわたる訴訟が起こされた。1985年、ケリー、チェカーダ、ドーランおよびサンボーンは、当時 SSPX 総長であったシュミットバーガー、ウィリアムソン、Bolduc およびその他 SSPX 関係者を名誉毀損で訴えた。

### 司教として
1993年10月19日、米国カリフォルニア州カールスバッドにて、ケリーはプエルトリコの Arecibo の引退司教である Alfredo Méndez-Gonzalez 司教により、司教に聖別された.。
1996年、ケリーは、司祭およびそれを補佐する修道士たちの使徒的生活の会である、Congregation of Saint Pius V(CSPV) を設立した(以前共同創設者となった聖ピオ五世会(SSPV)と混同しないこと)。
2007年2月28日、ケリーは Joseph Santay 神父 (CSPV) を司教に聖別した。
2018年12月27日、ケリーは、上記 Santay 司教により James Carroll 神父 (CSPV) が司教に聖別される際の補佐役を務めた.。
ケリーは Immaculate Heart Seminaryに居住していた。

## 著作
- Conspiracy against God and Man[9]
- The Sacred and the Profane
- The Case of Fr. Leonard Feeney

## 参照
1. ↑  “Sedevacantist Bishop Clarence Kelly, R.I.P. (1941-2023)” (英語). Novus Ordo Watch (2023年12月2日). 2023年12月3日閲覧。
2. 1 2 3  “Rebel Priests”.   YouTube (2014年2月27日). 2022年4月19日閲覧。
3. 1 2 3 4  Cuneo, Michael W. (1999-10-22) (英語). The Smoke of Satan: Conservative and Traditionalist Dissent in Contemporary American Catholicism. JHU Press. ISBN 978-0-8018-6265-6
4. ↑  “St.Pius V Chapel”. stpiusvchapel.org. 2023年6月8日閲覧。
5. ↑  Sciences, American Academy of Arts and (1994-07) (英語). Fundamentalisms Observed. University of Chicago Press. ISBN 978-0-226-50878-8
6. ↑  “Line of Succession of Episcopal Orders”.   congregationofstpiusv.com. 2023年6月8日閲覧。
7. ↑  （日本語）『Congregation of St. Pius V』。2023年6月7日閲覧。
8. ↑  “The Most Reverend Clarence Kelly”. congregationofstpiusv.com.   Congregation of St. Pius V. 2022年9月5日時点のオリジナルよりアーカイブ。2022年9月5日閲覧。
9. ↑  Kelly (1997年). “Conspiracy against God and Man”.   Seminary Press. 2022年9月5日閲覧。